# Pipiza aurantipes
Pipiza aurantipes är en tvåvingeart som först beskrevs av Jacques-Marie-Frangile Bigot 1857.  Pipiza aurantipes ingår i släktet gallblomflugor, och familjen blomflugor. Inga underarter finns listade i Catalogue of Life.